# Todd Rundgren

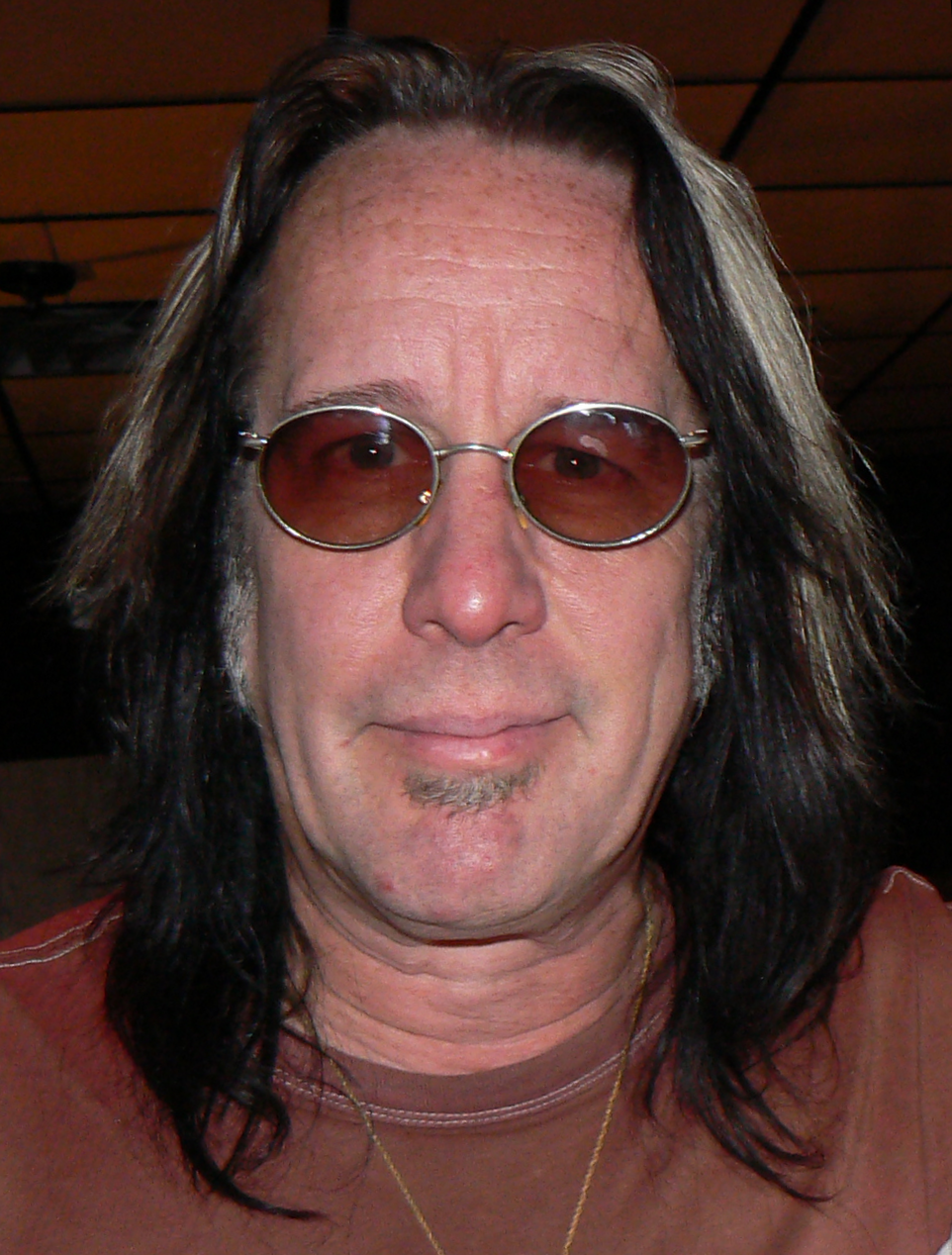
Todd Rundgren

Todd Harry Rundgren (* 22. Juni 1948 in Upper Darby, Philadelphia) ist ein US-amerikanischer Musiker, Texter und Musikproduzent. Er ist Gründer der Bands Nazz und Utopia.

## Leben

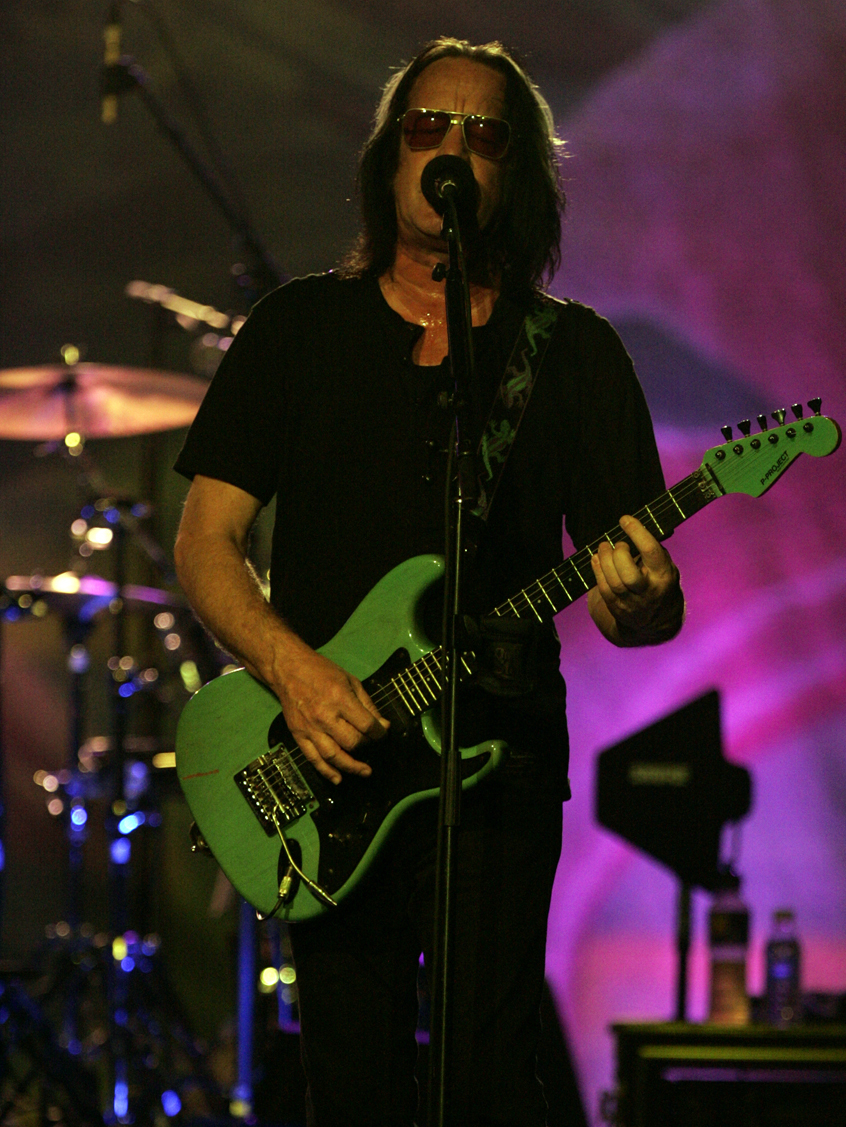
Todd Rundgren, 2013

Mit seiner ersten Band Nazz hatte Rundgren nur mittelmäßigen Erfolg. Erst Ende der 1960er Jahre zog deren erste Single in die amerikanischen Top-100 ein. Zu diesem Zeitpunkt hatte Rundgren die Gruppe aber schon verlassen, um bei dem Plattenlabel Warner Music einen Solovertrag abzuschließen. Er bekam im Studio völlige Freiheiten und produzierte so sein erstes Projekt Runt. Da er mit der Studiotechnik sehr gut zurechtkam, wurde ihm in der Folge angeboten, als Musikproduzent zu arbeiten.
Rundgren produzierte Alben für Badfinger, Paul Butterfield, Grand Funk Railroad, Hall & Oates, Meat Loaf, New York Dolls, Patti Smith, Jim Steinman, The Band, The Tubes, XTC und viele mehr. Sein größter Erfolg als Musikproduzent war die Produktion des Meat-Loaf-Albums Bat out of Hell, das bis heute als eines der erfolgreichsten Musikalben in der Geschichte der Rockmusik gilt. Sein 1972 erschienenes Doppelalbum Something/Anything? wurde bei einer Umfrage der Musikzeitschrift Rolling Stone auf Platz 172 der besten Alben aller Zeiten gewählt.
Aus diversen Studiokontakten heraus stellte Rundgren 1974 eine Studiomusiker-Band zusammen, die Gruppe Utopia. Mit bis zu drei Synthesizern, zwei Schlagzeugern und mehreren Gitarristen verwirklichte er sein progressives Rockprojekt. Übrig blieben aus dieser Zeit der Keyboarder Roger Powell, der unter anderem mit David Bowie zusammenarbeitete, der Schlagzeuger Willie Wilcox und der Bassist Kasim Sulton. Mit dieser Utopia-Besetzung wurden verschiedene Alben eingespielt, die zum Teil kommerziell erfolgreich waren.
In den Jahren 1978 bis 1985 kreierte Rundgren nacheinander vier Studioalben, die ohne Unterstützung anderer Musiker aufgenommen wurden, unter anderem Hermit of Mink Hollow, mit dem er 1978 Erfolg hatte. Ein Song des Albums mit dem Titel Can We Still Be Friends wurde später unter anderem von Rod Stewart, Robert Palmer und Mandy Moore gecovert.
Eine Besonderheit war Rundgrens 1993 erschienene interaktive CD No World Order. Auf ihr waren über 1000 Sound-Schnipsel enthalten, die vom Hörer selbst zu fertigen Songs zusammengesetzt werden konnten. Rundgren tourte von Radiostation zu Radiostation durch die USA, um seine Stücke live zu mischen und dann dem jeweiligen Sender zur Ausstrahlung zu überlassen. 1995 und 1996 moderierte Rundgren eine wöchentliche Radiosendung mit dem Titel The Difference with Todd Rundgren, die von 35 Radiosendern in den USA übernommen wurde.
2005 gründete er zusammen mit früheren Mitgliedern der Band The Cars die Gruppe The New Cars. 2015 veröffentlichte Rundgren in Zusammenarbeit mit Emil Nikolaisen und Hans-Peter Lindstrøm das Album Runddans. 2021 wurde er als Künstler in die Rock and Roll Hall of Fame aufgenommen.

## Privatleben
Von 1972 bis 1977 war Todd Rundgren mit dem Playboy-Playmate Bebe Buell liiert. Nachdem Bebe Buell sich von ihm getrennt hatte und dann von Steven Tyler ein Kind erwartete, wandte sie sich wieder Todd Rundgren zu, der zu dieser Zeit als offizieller Vater von Liv Tyler galt. Erst im späten Kindesalter erfuhr Liv Tyler, wer ihr wirklicher Vater war.
Danach lebte Todd Rundgren mit Karen Darvin, Bruce Springsteens früherer Freundin, zusammen, mit der er zwei Söhne hat. Derzeit lebt er auf Hawaii mit seiner Frau Michele und ihrem gemeinsamen Sohn.

## Diskografie

### Alben
| Jahr | Titel                                   | Höchstplatzierung, Gesamtwochen, AuszeichnungChartplatzierungen (Jahr, Titel, Platzierungen, Wochen, Auszeichnungen, Anmerkungen) | Höchstplatzierung, Gesamtwochen, AuszeichnungChartplatzierungen (Jahr, Titel, Platzierungen, Wochen, Auszeichnungen, Anmerkungen) | Anmerkungen      |
| Jahr | Titel                                   | UK | US | Anmerkungen      |
| ---- | --------------------------------------- | --- | --- | ---------------- |
| 1970 | Runt                                    | — | US185 (6 Wo.)US |                  |
| 1972 | Something/Anything?                     | — | US29 Gold · (48 Wo.)US |                  |
| 1973 | A Wizard, a True Star                   | — | US86 (15 Wo.)US |                  |
| 1974 | Todd                                    | — | US54 (17 Wo.)US |                  |
| 1975 | Initiation                              | — | US86 (7 Wo.)US |                  |
| 1976 | Faithful                                | — | US54 (15 Wo.)US |                  |
| 1978 | Hermit of Mink Hollow                   | UK42 (3 Wo.)UK | US36 (26 Wo.)US |                  |
| 1978 | Back To The Bars                        | — | US75 (15 Wo.)US | Live-Doppelalbum |
| 1981 | Healing                                 | — | US48 (13 Wo.)US |                  |
| 1983 | The Ever Popular Tortured Artist Effect | — | US66 (13 Wo.)US |                  |
| 1985 | A Cappella                              | — | US128 (8 Wo.)US |                  |
| 1989 | Nearly Human                            | — | US102 (11 Wo.)US |                  |
| 1991 | 2nd Wind                                | — | US118 (8 Wo.)US |                  |

Weitere Alben
- Runt: The Ballad of Todd Rundgren (1971)
- No World Order (1993) (Auf der interaktiven CD-ROM kann der Hörer die Songs neu abmixen)
- The Individualist (1995) (die erweiterte CD enthält ein Videospiel)
- With a Twist (1997) (Remakes früherer Lieder)
- One Long Year (2000)
- Liars (2004)
- Arena (2008)
- (re)Production (2011) (Interpretation von Songs aus Alben früherer Jahre, die Rundgren für andere Musiker produziert hat)
- State (2013)
- Global (2015)
- White Knight (2017)

### Singles
| Jahr | Titel Album                                                     | Höchstplatzierung, Gesamtwochen, AuszeichnungChartplatzierungen (Jahr, Titel, Album, Platzierungen, Wochen, Auszeichnungen, Anmerkungen) | Höchstplatzierung, Gesamtwochen, AuszeichnungChartplatzierungen (Jahr, Titel, Album, Platzierungen, Wochen, Auszeichnungen, Anmerkungen) | Höchstplatzierung, Gesamtwochen, AuszeichnungChartplatzierungen (Jahr, Titel, Album, Platzierungen, Wochen, Auszeichnungen, Anmerkungen) | Höchstplatzierung, Gesamtwochen, AuszeichnungChartplatzierungen (Jahr, Titel, Album, Platzierungen, Wochen, Auszeichnungen, Anmerkungen) | Anmerkungen      |
| Jahr | Titel Album                                                     | DE | CH | UK | US | Anmerkungen      |
| ---- | --------------------------------------------------------------- | --- | --- | --- | --- | ---------------- |
| 1970 | We Gotta Get You a Woman Runt                                   | — | — | — | US20 (17 Wo.)US |                  |
| 1971 | Be Nice To Me Runt: The Ballad of Todd Rundgren                 | — | — | — | US71 (5 Wo.)US |                  |
| 1971 | A Long Time, a Long Way To Go Runt: The Ballad of Todd Rundgren | — | — | — | US92 (2 Wo.)US |                  |
| 1972 | I Saw The Light Something/Anything?                             | — | — | UK36 (6 Wo.)UK | US16 (14 Wo.)US |                  |
| 1972 | Couldn’t I Just Tell You –                                      | — | — | — | US93 (2 Wo.)US |                  |
| 1973 | Hello It’s Me Something/Anything?                               | — | — | — | US5 (20 Wo.)US |                  |
| 1974 | A Dream Goes On Forever Todd                                    | — | — | — | US69 (6 Wo.)US |                  |
| 1975 | Real Man Initiation                                             | — | — | — | US83 (3 Wo.)US |                  |
| 1976 | Good Vibrations Faithful                                        | — | — | — | US34 (7 Wo.)US |                  |
| 1978 | Can We Still Be Friends Hermit of Mink Hollow                   | — | — | — | US29 (15 Wo.)US |                  |
| 1983 | Bang The Drum All Day The Ever Popular Tortured Artist Effect   | — | — | UK86 (3 Wo.)UK | US63 (5 Wo.)US |                  |
| 1985 | Loving You’s A Dirty Job But Somebody’s Gotta Do It –           | DE41 (7 Wo.)DE | CH24 (6 Wo.)CH | UK73 (2 Wo.)UK | — | mit Bonnie Tyler |

### Videoalben (Auswahl)
- Todd Rundgren Liars Live
- The Desktop Collection
- Todd Rundgren Live in San Francisco
- The Popular Tortured Artist Effect - Videosyncracy

### Tin Foil Hat
2017 veröffentlichte Rundgren gemeinsam mit Donald Fagen den Titel Tin Foil Hat als Reaktion auf die Präsidentschaft von Donald Trump.